# Віллем ван де Вельде Старший
Віллем ван де Вельде (Велде) Старший (нід. Willem van de Velde de Oude, бл. 1611 — 13 грудня 1693) — нідерландський художник-мариніст.

## Життєпис
Походив з родини моряків. Був сином шкіпера Віллема ван де Вельде. Народився у м. Лейден (Голландія) близько 1611 року. Замолоду був моряком, ходив з торговельними карванами. Згодом виявив хист до малювання. Чудово знаючи морську специфіку, став зображувати кораблі.
У 1631 році одружився з Джудіт Адріансен фон Леувен з шляхетського роду Лейден. У 1635 році перебирається до Амстердама. Незабаром стає офіційним художником голландського флоту, отримує замовлення від адмірала Корнеліса Тромпа.
У 1657 році деякий час мешкав в резиденції принців Оранських — містечку Ластаде, поблизу Амстердама. У 1662 році розлучився з дружиною внаслідок роману з одруженою жінкою. У 1668 році працював в м. Амстелі, де виконав замовлення Козімо III, великого герцога Тосканського.
У 1672 році на початку третьої англо-голландської війни переїхав разом з сином Віллемом до Англії, де поступив на службу до короля Карла II. Тут отримував замовлення від королівської родини та англійського адміралтейства. Помер у Гринвічі у 1693 році.

## Творчість
Спеціалізувався на зображенні морських битв. Характерною особливістю була достовірність (в низці випадків художник сам перебував на кораблі під час битви), застосування коричневого кольору з різними відтінками. Найвідоміші його картини «Чотириденна битва», «Битва біля Даунса», «Битва біля Схевенгеніна», присвячених другій англо-голландській війні, «Битва Ліворно 1655 року».

## Родина
Його сини Віллем та Адріан також стали відомим художники. Перший продовжив справу батька у відтворенні морських подій, інший став пейзажистом.